# Santa Giustina in Colle
Santa Giustina in Colle (velenceiül Santa Justina) település Olaszországban, Veneto régióban, Padova megyében. Lakosainak száma 7115 fő (2023. január 1.). Santa Giustina in Colle Campo San Martino, Castelfranco Veneto, Loreggia, San Martino di Lupari, Villa del Conte, Camposampiero és San Giorgio delle Pertiche községekkel határos.

## Népesség
A település lakossága az elmúlt években az alábbi módon változott:
| Lakosok száma | 7212 | 7269 | 7115 |
|               | 2017 | 2018 | 2023 |